# It
It — перший альбом британської групи Pulp, що вийшов в 1983 році. Виданий накладом у 2000 копій. У 1994 році був первиданий звукозаписними компаніями «Cherry Red» і «Fire».

## Список пісень
1. My Lighthouse
2. Wishful Thinking
3. Joking Aside
4. Boats and Trains
5. Blue Girls
6. Love Love
7. In Many Ways

У перевидання 1994 року також були включені композиції «Everybody's Problem», «There Was», «Looking for Life».